# Якоба
Якоба Баварска (на нидерландски: Jacoba, на немски: Jakobäa, на френски: Jacqueline) от династията Вителсбахи, е от 1417 до 1433 г. наследничка херцогиня на Щраубинг-Холандия. Тя се омъжва четири пъти, умира бездетна само на 35 години. С нея свършва линията Щраубинг-Холандия на династията Вителсбахи.

## Произход
Якоба е единствената дъщеря на херцог Вилхелм II от Бавария-Щраубинг († 31 май 1417) и Маргарета Бургундска (1374 – 1441), дъщеря на бургундския херцог Филип II и сестра на херцог Жан Безстрашни. По бащина линия тя е правнучка на император Лудвиг IV Баварски и втората му съпруга Маргарета I Холандска. Нейният баща има най-малко девет извънбрачни деца, но няма легитимен син.

## Женитба с дофина на Франция
Вилхелм сгодява единствената си дъщеря Якоба през 1406 г., още дете, за малко по-големия Жан дьо Валоа, херцог на Турен (* 31 август 1398, † 5 април 1417), син на крал Шарл VI от Франция, който през 1415 г. е номиниран за наследник на трона. Те се женят на 6 август 1415 г.
Когато няколко месеца след сватбата Луи дьо Валоа, duc de Guyenne, по-големият брат на Жан дьо Валоа, неочаквано умира, съпругът на Якоба е номиниран на дофин, a тя за дофина на Франция. Така той става наследник на трона след баща си Шарл VI, а неговата съпруга е предвидена за следващата кралица на Франция. Жан дьо Валоа умира в началото на април 1417 г. и Якоба остава едва 16-годишна вдовица. Дофинът е отровен в Компиен, където се сгодил през 1406 г. с Якоба.
Нейният баща Вилхелм умира след няколко седмици неочаквано на 31 май 1417 г. от ухапване от куче.

## Управление
Якоба трябва да се бори с друг претендент за трона в Бавария-Щраубинг, нейният чичо Йохан III. Римско-германският крал Сигизмунд Люксембургски, който от 1416 г. е против Якоба, помага на Йохан.
Йохан III става регент на шестнадесетгодишната наследничка Якоба. Той напуска през 1418 г. Лиежката си епископия и Щраубинг, през 1420 г. сваля от власт Якоба и поема управлението на Нидерландия. След това той взема и нидерландските графства.
Якоба се сгодява на 31 юли, два месеца след смъртта на Вилхелм, за близкия си роднина Жан IV, наследник на баща си Антон херцог на Брабант. Сватбата им става през март 1418 г. в Хага. Бракът е несполучлив и тя напуска неспособния си съпруг през 1420 г.
На 6 март 1421 г. тя бяга в Англия, за да моли английския крал Хенри V за помощ. Той я посреща блестящо и през 1422 г. тя се омъжва за Хъмфри Ланкастерски, херцог на Глостър, брат на краля, и на 15 октомври 1422 г. съобщава, че е забременяла. През есента на 1424 г. Якоба заедно с Хъмфри се връща в нейното херцогство. На 5 декември той е признат за щатхалтер.
Не се стига отново до боеве с нейния чичо херцог Йохан III, понеже той умира на Йордановден 1425 г., вероятно отровен от неговия хофмайстър Ян ван Влит. Нейният чичо обаче вече е обявил за свой наследник Филип Бургундски „Добрия“. Той затваря Якоба. Нейният трети съпруг през 1428 г. я напуска.
Якоба се омъжва през 1432 г. за предишния ѝ охранител, зееландският благородник Франк II фон Борселен, който веднага е затворен от Филип Бургундски. За да го освободи Якоба приписва на 12 април 1433 г. чрез договор от Хага всички права над графствата Холандия, Зееланд и Хенегау на Филип Бургундски. Тя се оттегля и умира след само три години по-късно от туберкулоза. Франк фон Борселен я надживява с 34 години.